# Eumops
Eumops (Miller, 1906) è un genere di pipistrelli della famiglia dei Molossidi.

## Descrizione

### Dimensioni
Al genere Eumops appartengono pipistrelli da piccole a grandi dimensioni, con lunghezza della testa e del corpo tra 40 e 130 mm, la lunghezza dell'avambraccio tra 37 e 83 mm, la lunghezza della coda tra 35 e 80 mm e un peso fino a 65 g.

### Caratteristiche craniche e dentarie
Il cranio è massiccio, con il rostro ben sviluppato e allo stesso livello della scatola cranica. Gli incisivi superiori sono grandi e in contatto tra loro alla base essendo privo dell'apertura palatale, mentre quelli inferiori sono piccoli e bicuspidati. I canini sono grandi e robusti, la coppia superiore è appiattita e attraversata longitudinalmente da un piccolo solco. Il primo premolare superiore è piccolo.
Sono caratterizzati dalla seguente formula dentaria:

### Aspetto
Le parti dorsali variano dal brunastro al nerastro, mentre le parti ventrali sono leggermente più chiare. Le orecchie sono grandi, arrotondate, angolate in avanti e unite alla base. L'antitrago è basso, largo e di forma semicircolare. Il muso è largo ed appiattito, con le narici ampiamente separate, circondate da spessi cuscinetti. Il labbro superiore è privo di pliche cutanee. Talvolta nei maschi è presente una sacca ghiandolare sotto la gola, che durante i periodi di attività riproduttiva secerne una sostanza odorosa. La coda è lunga, tozza e si estende per meno della metà oltre l'uropatagio.

## Distribuzione
Il genere è diffuso nel Continente americano.

## Tassonomia
Il genere comprende 13 specie.
- Eumops hansae
- Gruppo E.bonariensis
  - Eumops bonariensis
  - Eumops patagonicus
- Gruppo E.glaucinus
  - Eumops dabbenei
  - Eumops glaucinus
  - Eumops underwoodi
  - Eumops wilsoni
- Gruppo E.perotis
  - Eumops chimaera
  - Eumops perotis
  - Eumops trumbulli
- Gruppo E.auripendulus
  - Eumops auripendulus
  - Eumops chiribaya
  - Eumops maurus